# Brloh (přírodní památka)
Brloh je přírodní památka v katastrálním území Dvorníky nad Nitricou obce Nitrica v okrese Prievidza v Trenčínském kraji na Slovensku. Území bylo vyhlášeno v roce 1994. Předmětem ochrany je volně přístupná jeskyně.